# USS LST-887
O USS LST-887 foi um navio de guerra norte-americano da classe LST que operou durante a Segunda Guerra Mundial.